# Œuf mimosa
Pour les articles homonymes, voir Œuf et Mimosa.
 (décembre 2023).
L'œuf mimosa est un œuf dur farci dont le blanc est rempli de mayonnaise ou d'un mélange à base de mayonnaise puis saupoudré de jaune cuit écrasé en petits grains évoquant la fleur de mimosa et d'herbes vertes, couramment du persil.

## Dénomination
Deviled eggs littéralement œufs diaboliques est le terme généralement employé pour traduire œuf mimosa en anglais. Le mot anglais deviled est utilisé en cuisine depuis le XVIIIe siècle avec la première référence apparaissant en 1786. Deviled eggs désigne de nombreuses préparations d'œufs durs farcis, à la viande, au fromage, aux épices les plus diverses, saupoudrées de paprika rouge, couleur démoniaque qui n'a rien à voir avec l'œuf mimosa,,,. L'œuf mimosa est parfois cité dans cette langue comme un petit déjeuner, on y parle d'œuf mimosa aux truffes alors qu'il s'agit d'œufs durs farcis. Gefüllte Eier en allemand, uova ripiene, uova alla diavola, uova alla russa  en italien, huevos rellenos en espagnol désignent tous les œufs durs farcis,.
Dans les archives francophones numérisées œufs mimosa et œufs durs farcis apparaissent en même temps vers 1920, La seconde expression est très peu employée. L'œuf mimosa est bien une spécialité typique d'œuf dur farci de la cuisine francophone. Caroline Craig dans Recipes from the French Mediterranean l'explique sans traduire œufs mimosa. Dans de nombreux textes l'expression française n’est pas traduite,.
L'Académie française écrit le pluriel d'œuf mimosa : œufs mimosa. Œufs mimosas est admis, on le lit pourtant depuis 1916. En français du Canada on parle d'œufs farcis ou d'œufs mimosa mais la finition est plutôt au paprika,,.

## Histoire

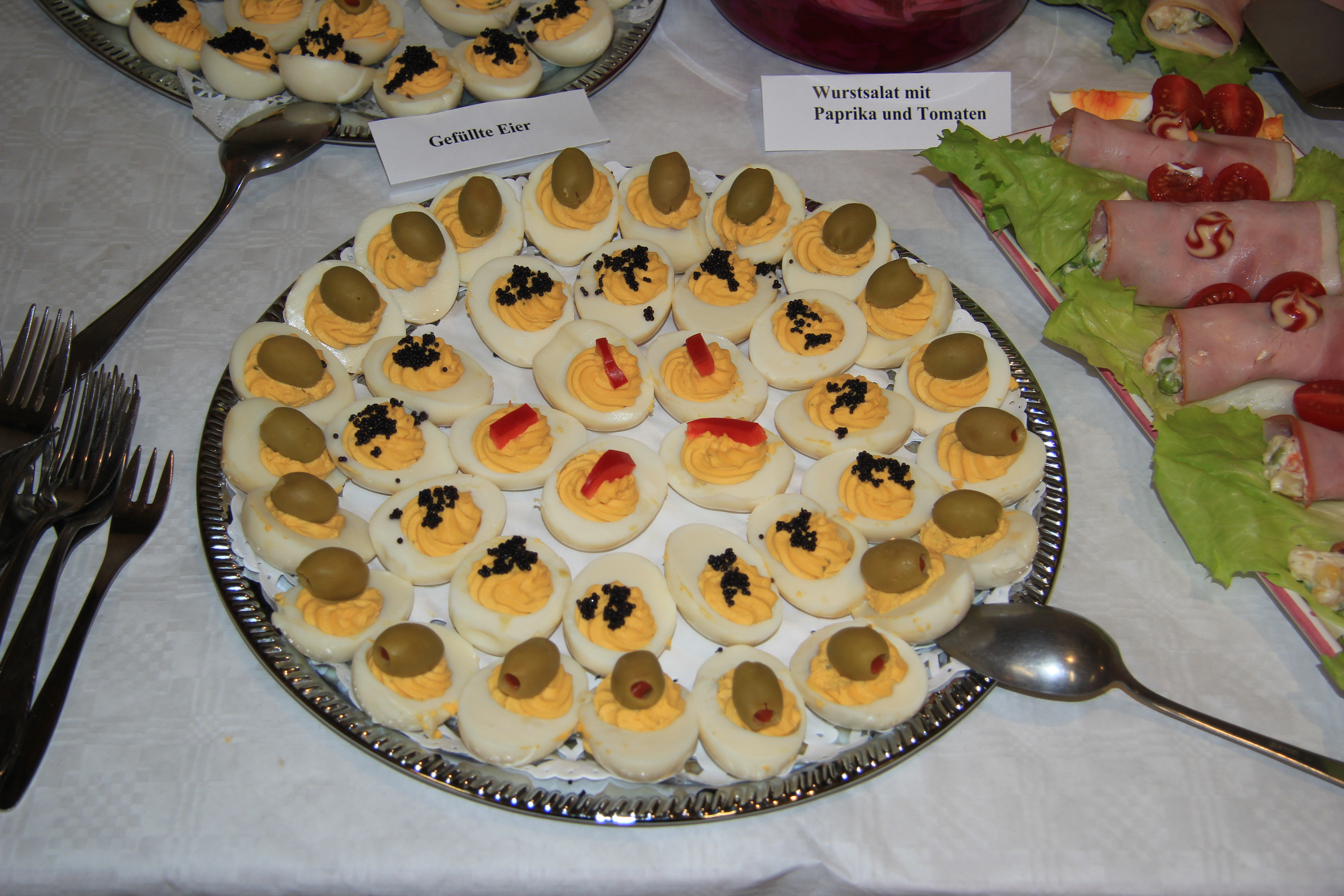
Les œufs à la russe sont des œufs durs farcis, spécialité allemandequi n'évoquent pas spécialement le mimosa.

### Œufs farcis de la cuisine antique et médiévale
Apicius donne des œufs farcis (les jaunes sont aromatisés à la marjolaine, au safran, clous de girofle broyés, fromage), les œufs reconstitués, passés au gril sont servis au vinaigre.
Au Moyen Âge, l'Anonyme Andalou (XIIIe siècle) donne 2 recettes d'œufs durs farcis mais elles sont loin de la finition et grains jaunes mimosa et persil vert : L137 Œufs farcis (demi œufs durs, farcis de leurs jaunes pilés avec graine de coriandre, jus d'oignon, garum, de l’huile d’olive, puis attachés ensemble saupoudrés de poivre noir) et L240 même recette épicée à la cannelle, badigeonnés de safran et frits, servis sous une sauce au nard et à la cannelle.

Au XVe siècle un livre de recette en bas allemand parle de halve eygere de ghevullet sym (demi œufs farci), au XVIIe siècle (1662), Le Cuisinier méthodique fait une farce de cochon aux œufs durs farcis,. 

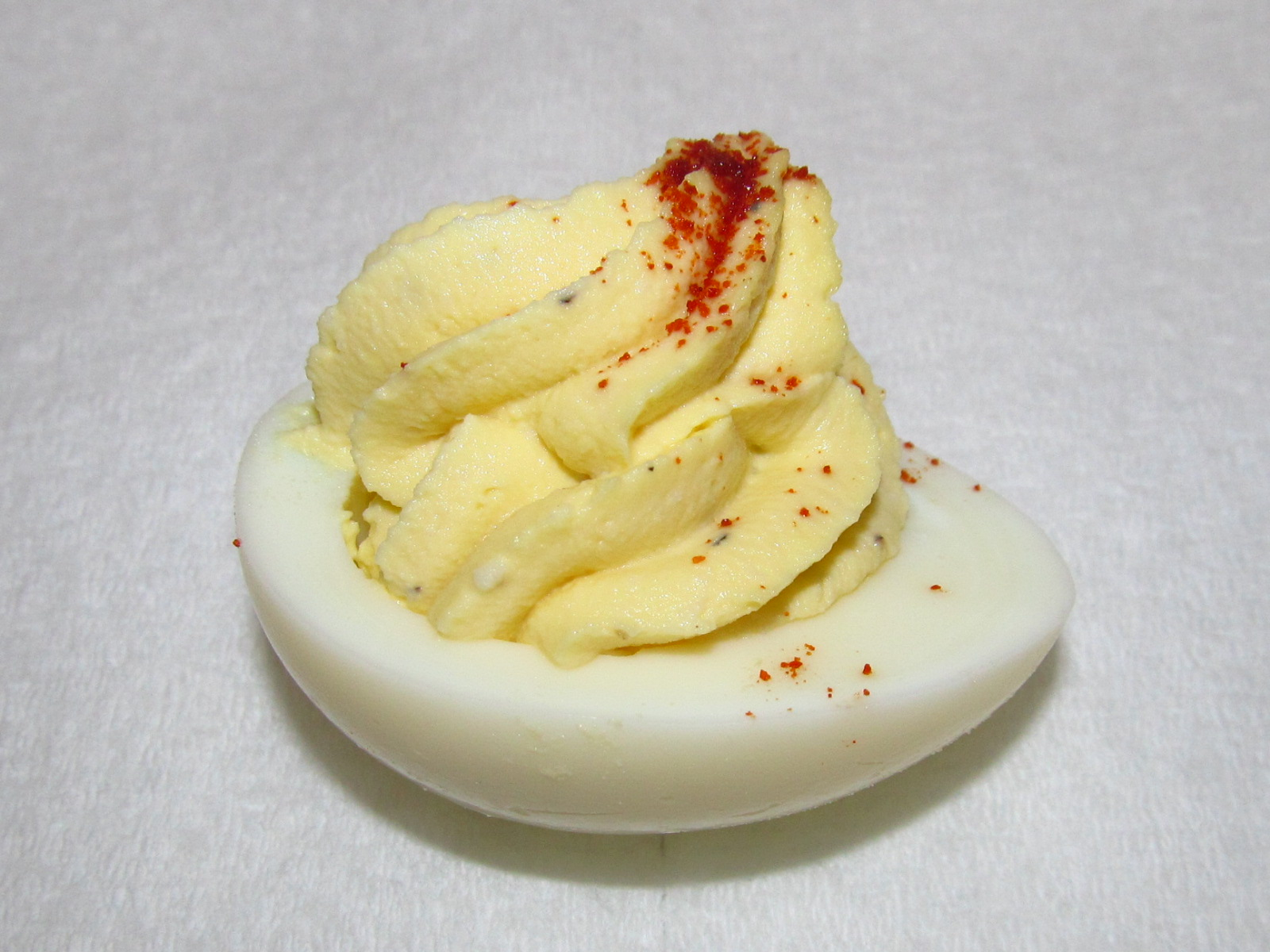
Deviled Egg: l'œuf démoniaque anglophone est fini au paprika rouge.

### XIXesiècle: entremets chaud d'œufs durs farcis
Les œufs farcis sont au XIXe siècle un entremets chaud. Ceux d' Archambault (1825) sont des œufs reconstitués, remplis d'une farce à base de leurs jaunes cuits et de panade, passés au four et servis chaud, dans ceux de Catherine de Bonnechère (1895) la panade est remplacée par du riz,. L'œuf mimosa, servi froid est une création de la cuisine du XXe siècle, de même les Deviled eggs anglophones.

### A l'origine des œufs durs au foie gras couvert de jaune d'œuf dur
Les œufs mimosa apparaissent dans les archives de la presse francophone le 9 juillet 1911 dans un article de L'Écho nogentais, signé Cousine Louise qui sera repris en août par de nombreux journaux régionaux (Le Petit Courrier, La Tribune de l'Aube, L'Indépendant rémois, etc.),,.

« J’ai dégusté ces derniers jours chez de chers amis de si bons œufs que ce serait manquer à mes devoirs de bonne cousine que de tarder à vous en communiquer la recette... Vous commencez par faire durcir les œufs, quand ils sont refroidis et écalés vous les coupez eu deux dans le sens de la longueur ; vous mettez les jaunes de côté après les avoir émiettés puis passés à la passoire fine. Vous remplissez le creux de vos blancs d’œufs de purée de foie gras, et quand ils sont ainsi garnis vous les placez dans le plat de service. Vous mêlez activement la mayonnaise et la béchamel et vous masquez les œufs par la sauce ainsi obtenue. Vous couvrez alors complètement la sauce de vos jaunes d’œufs et parsemez ceux-ci du persil finement haché. Ce joli nom de mimosa convient à merveille..., le vert et le jaune étant tout à fait celui de la jolie fleur de mimosa. »

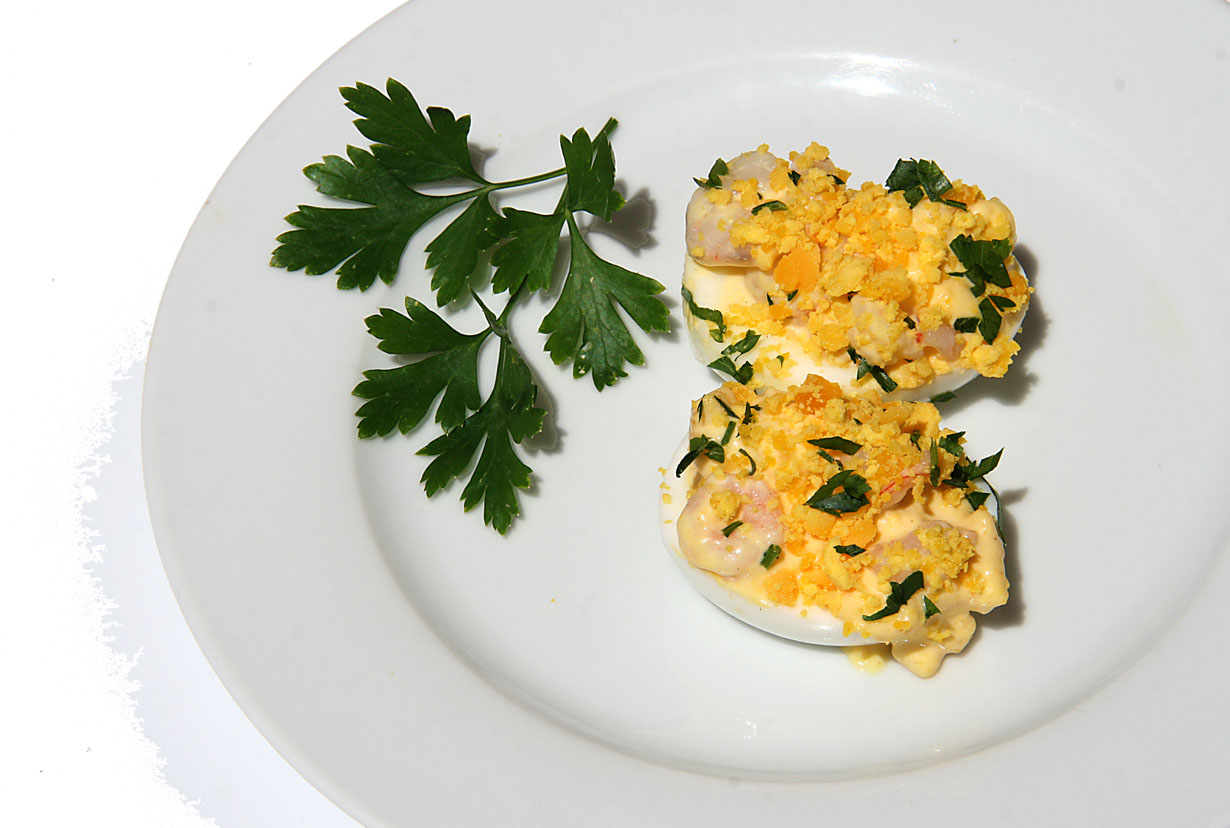
Œuf mimosa aux crevettes, version souvent mentionnée.

L'utilisation de sauce blanche ou teintée à la tomate comme garniture ou en mélange dans un plat se rencontre encore en 1922. Plus tardivement encore (1937) on trouve des œufs mimosa farcis de pâté de foie. Curieusement, c'est en 1912 qu'apparait dans la presse française l'œuf mayonnaise dont l'œuf mimosa est une version raffinée. Et la recette qu'en donne Le Petit Provencal (1924) ressemble beaucoup à l'œuf mimosa avec le jaune émietté de présentation.

### Depuis 1925 la recette canonique (mayonnaise, crevettes, finition jaune en mimosa et persil) est fixée
Rapidement la recette adopte une forme classique : œuf dur coupé en deux rempli d'une farce à base de mayonnaise (souvent uniquement de mayonnaise, parfois avec des crevettes) saupoudré du jaune avec persil ou cornichons, le tout servi froid,,. La Mode Illustrée de 1928 donne la recette en vers.

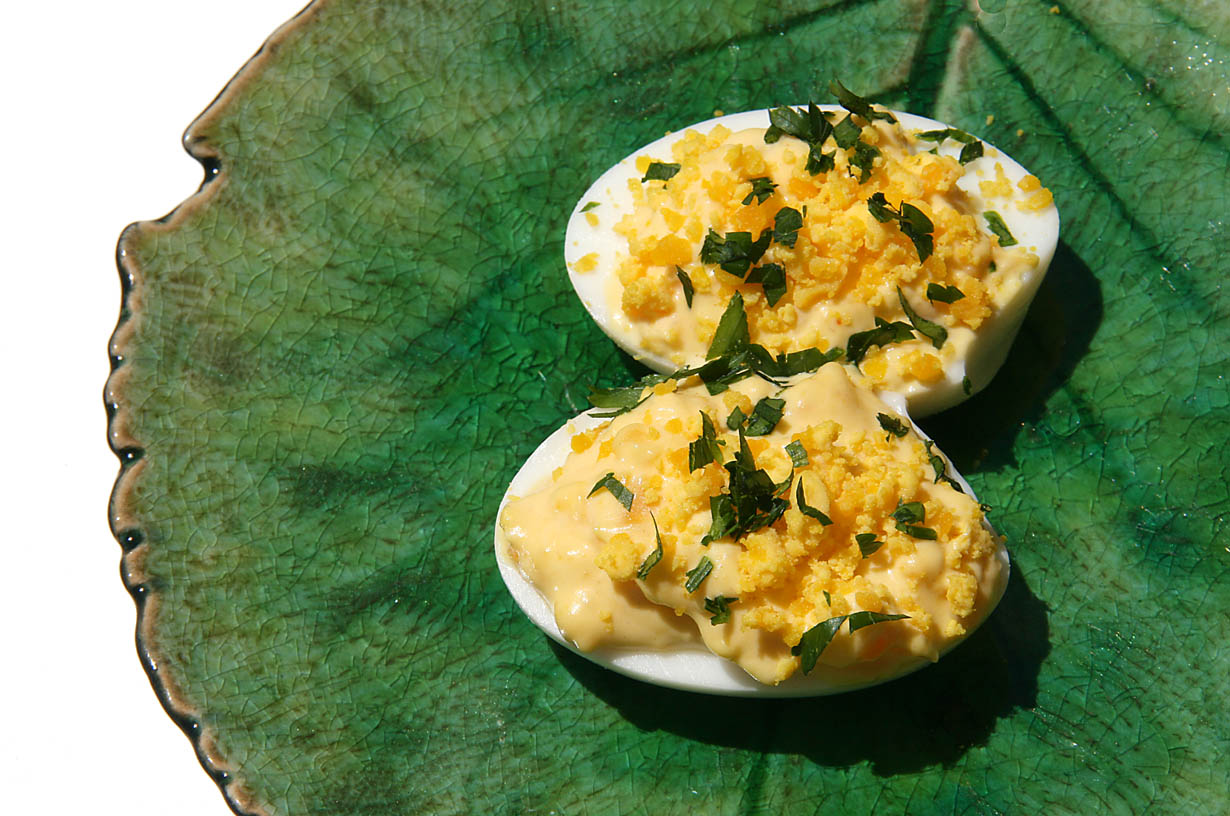
Œuf mimosa classique, avec persil.

« ...Vous travaillez ensuite une mayonnaise 
Dont vous allez garnir le creux de chaque œuf dur,
Alors, pour imiter le mimosa bien mûr, 
Vous passez le jaune au crible d’une passoire
Et vous en saupoudrez la mayonnaise, voire
-Ce qui ne nuira pas- un peu de pourtour blanc 
Où l’on croira voir l’or, en boules, du pollen.
Puis, pour donner au plat un petit air de fête 
Parez vos moitiés d’œufs d’une rose crevette »

En 1933, au Pays Basque est publiée une variante où la mayonnaise contient des moules, en 1936 Le Matin utilise des langoustines («le homard peut les remplacer»), en 1937 La Bourgogne Républicaine des queues d'écrevisse, puis des anchois ou du saumon en 1939, du crabe en 1940,,,,. Le point commun de ces variantes est le demi œuf dur coupé dans le sens de la longueur, la mayonnaise et la finition au jaune d'œuf écrasé, et la multiplication des garnitures de poisson et crustacés rappelle les œufs farcis scandinaves et russes à la crème sûre (crevettes, œufs de saumon, œufs de truite...). Cette finition à qui l'œuf mimosa doit son nom est de nos jours souvent oubliée au profit d'un simple mélange des jaunes à la mayonnaise de la farce,,.
Eric Fréchon a proposé des œufs de caille mimosa. Laurent Mariotte (2017) remplace la moutarde de sa mayonnaise par du wasabi et le persil par du vert de jeunes poireaux.

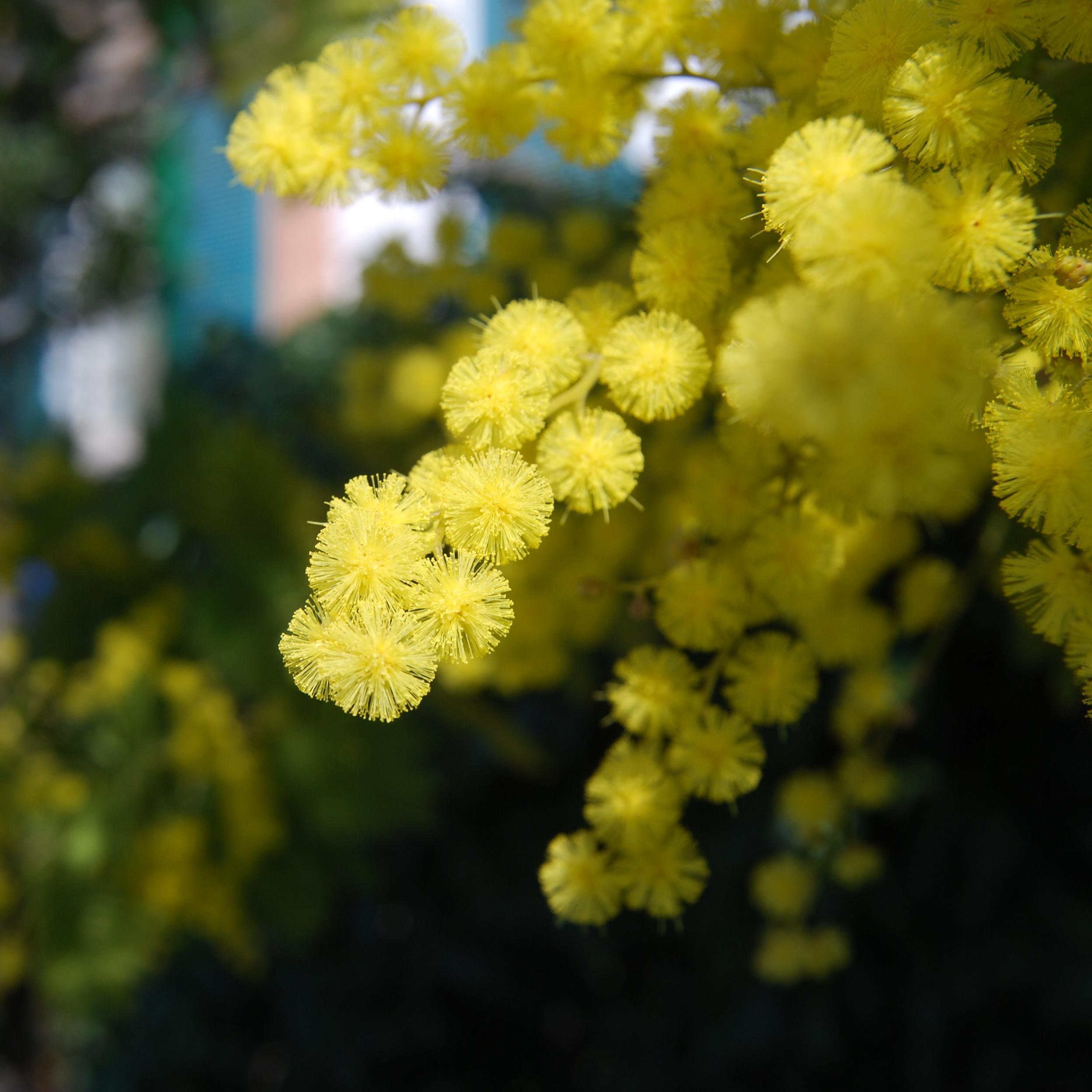
Mimosa d'hiver (Acacia dealbata).

## Variantes

### L'œuf dur mayonnaise
L'œuf mayonnaise ou œuf dur mayonnaise, œuf-mayo, émerge dans la littérature numérisée à partir de 1960 et au XXIe siècle il conserve une faible fréquence comparé au succès de l'œuf mimosa. Ce sont des versions simplissimes : des œufs durs coupés en deux, mayonnaise et d'un peu d'estragon, plat du concours des Écoles Hotellières en 1935, pour les débutantes de 13 et 14 ans. Il est considéré comme une entrée d'une grande banalité ; « la sardine à l'huile règne, avec l'œuf dur mayonnaise et la terrine du chef, sur les entrées des menus du jour des cafés-restaurants », le repas au restaurant du Petit Nicolas « un œuf dur mayonnaise et des saucisses avec des frites »,. Pire encore pour le sandwich œuf-mayonnaise.
Anne Sophie Pic fait des mouillettes d'œufs mimosa pour tremper dans ses œufs à la coque.

### Œufs farcis mayonnaise garnis
Les œufs méditerranéens, terme peu usité, sont des œufs farcis d'une mayonnaise composée avec poivron, harissa, maïs, tomate, basilic, etc.,. Les œufs durs à la niçoise (en rondelles, avec tomate, olive, oignon) n'utilisent pas de mayonnaise mais une  vinaigrette. Les œufs farcis à la diable s'apparente de près aux deviled eggs. Les œufs à la suédoise sont farcis d'une mayonnaise crémée rosie à la purée de tomate. Ils sont servis (éventuellement tièdes) avec des filets de harengs. Les œufs vert-pré sont farci d'une mayonnaise travaillée avec les jaunes cuits et du cresson, de l'oseille, de l'estragon rapidement blanchis.
Les œufs farcis sardes sont d'une présentation proche de l'œuf mimosa avec leur garniture de persil, et se font de mayonnaise, de câpres, de thon à l'huile et de filets d'anchois à l'huile. Les Gefüllte Eier mit Essiggurkerl (œufs farcis aux cornichons) autrichiens avec le finition au persil ont un air de famille avec les œufs mimosa.

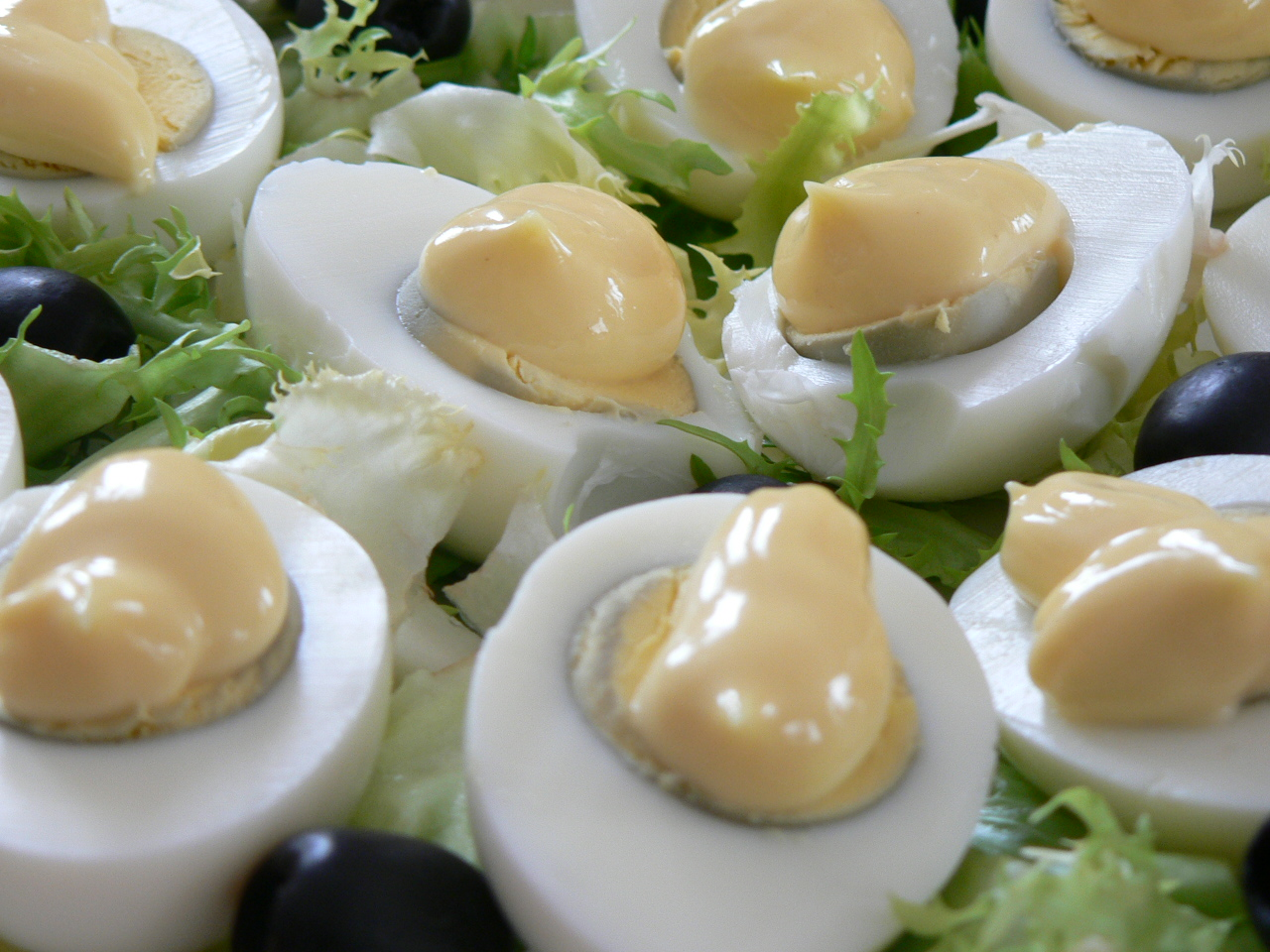
Œufs mayo.

## Le service des œufs mimosa

### Un plat froid
Les œufs mimosa relèvent du domaine des apéritifs et des entrées. On les sert aussi au petit-déjeuner. Ils sont une garniture du poisson froid ou des asperges : anchois garnis d'œufs mimosa, saumon fumé liégeois à la sauce gravlax (moutarde, aneth),,.

### Accompagnement
Les vins blancs secs jeunes ou vieux sont les plus cités, « désaltérants, contrepoint heureux du gras de la mayonnaise » dit le Guide Hachette-vin,. Les rosés secs sont cités en second. Le sommelier du Monde sert un chenin coteaux-du-vendômois (blanc sec) avec les œufs mayonnaise. Martin Juneau (Cul-sec à Montréal) choisi «quelque chose avec une belle acidité, comme un crémant de la Loire, un crémant d’Alsace ou un muscadet».
Chez winedexer, l'œuf mimosa sort du domaine des vins faciles avec d'excellents rouges complexes et puissants : Margaux, Rioja, Côte-Rôtie, Corton Grand Cru, Santa Barbara County, Toscane, etc.

## Championnat du monde des Œufs Mimosa
Le breton Pascal Granger, installé à Sète près du marché des Halles, a créé ce concours annuel qui se déroule fin mai et qui a une notoriété locale. Le règlement accepte des œufs de diverses volailles (et d'autruche) et prévoit des ingrédients éliminatoires («Le chorizo, le steak haché, le chocolat, les baies rouges, le poivron, la fleur d’oranger, les verrines, et tant d’autres conneries») ; les 4 critères de notation comprennent l'originalité, l'inventivité, le goût et la finesse et répartition de la pluie de mimosa. En 2021, des œufs mimosa au poulpe ont été récompensés. Leur auteur, Tony Foucart, a publié la même annéeune nouvelle hilarante intitulée sobrement Les Œufs Mimosa(s) qui raconte l'histoire de cette ascension fulgurante dans le monde de la gastronomie locale. Après de vains efforts durant des années Pascal Granger, créateur, juge et partie de ce championnat du monde a fini par remporter le titre en 2025. 

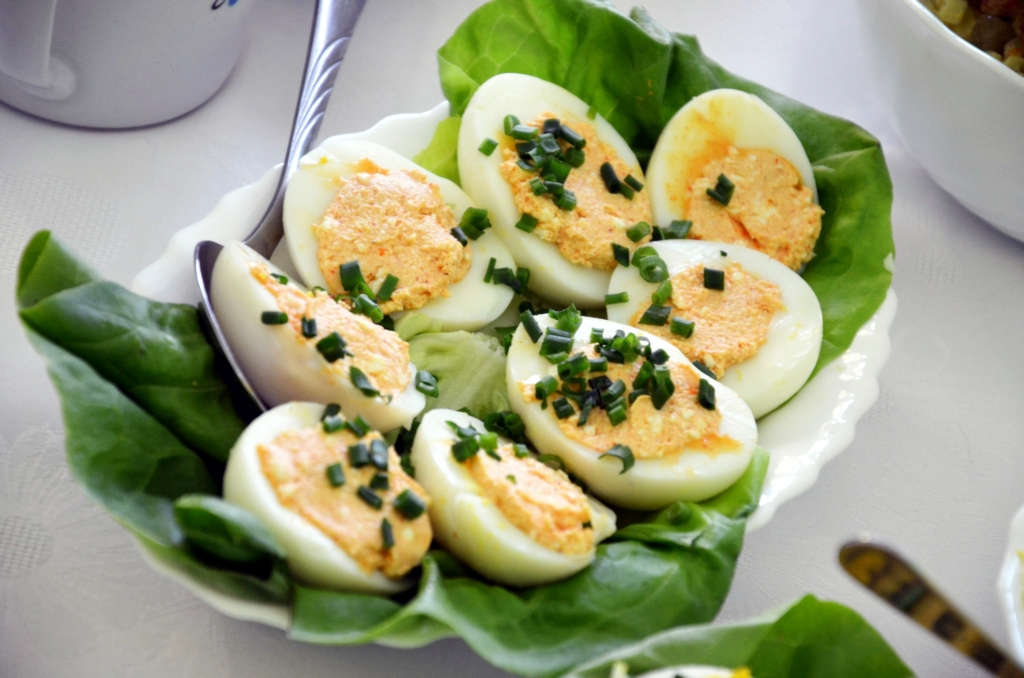
Salade d'œufs durs allemande.

## Anthologie
La Libre Parole, 2 décembre 1912. Concours de cuisine de l'École de Grignon

« Les maîtres d’hôtel, gantés de blanc, attendaient. L’un d’eux porta les nouilles dans un plat d’argent aux membres du jury. Leur impression fut si caractéristique que le maître d’hôtel de M. Pams, rapportant le plat vide, dit aux concurrentes, avec une moue dédaigneuse: «Un zéro pour les nouilles !» 
Quant aux œufs mayonnaise, ils étaient, paraît-il, hésitants et inconsistants, mais Mme la directrice de Grignon, membre du jury, les prit sous sa protection et dit aux autres dégustateurs: «Excusez la cuisinière; cette enfant est toute intimidée». Or, l’enfant a quarante-sept ans, et le concours exigeait que les candidates n’eussent pas plus de quarante ans. 
On se demande pourquoi M. Pams a nommé professeur du cours de cuisine de Grignon une candidate à laquelle son maitre d'hôtel avait donné zéro pour les nouilles. »

Pierre Bochot. Les forces du cœur - roman. 1954, 260 p.

« Nous nous mariâmes un jeudi matin, à la mairie du dix-huitième arrondissement, entre deux témoins : le frère et la sœur. Le repas fut simple. Quatre couverts. Des œufs mimosa, et du vin blanc...
Puis la guerre vint. »

Lydie Salvayre. La déclaration, Julliard. 1990.

« J’ai pleuré longtemps en imaginant l'ennui qui allait me terrasser dans les jours prochains car je venais d’achever ma seule relation humaine. Puis j’ai repensé à la façon dont elle avait mangé la garniture de salade qui accompagnait les œufs mimosa, sans la moindre pause langagière, sans la moindre expression humaine, sans lever les yeux, comme une bête, et tout mon chagrin s’est évanoui. »